# Aleiodes stigmator
Aleiodes stigmator – gatunek błonkówki z rodziny męczelkowatych.

## Zasięg występowania
Kanada oraz północna część Stanów Zjednoczonych.

## Budowa ciała
Osiąga 4–5 mm długości. Od innych gatunków z rodzaju odróżnia się dobrze wykształconymi pazurkami stóp, które to są ząbkowane na całej długości, podczas gdy u innych gatunków ząbki znajdują się najwyżej w ich nasadowej części.
Ubarwienie ciała miodowożółte. Zaplecze i pozatułów brązowe do czarnych. Pierwszy tergit metasomy czasami również ciemnobrązowy lub czarny.

## Biologia i ekologia
Aleiodes stigmator zwykle spotykany jest na terenach podmokłych oraz w pobliżu pałek oraz wierzb. 
Gatunek ten jest parazytoidem gąsienic sówek z rodzaju Acronicta oraz niektórych gatunków z rodzaju Catocala. Larwy opadają żywiciela gromadni e– jest to jedyny przedstawiciel swego rodzaju w Nearktyce żerujący w ten sposób.